# .ua
.ua és el domini de primer nivell territorial (ccTLD) d'Ucraïna. No s'hi pot registrar directament qualsevol nom de domini, només les marques registrades, per tal d'evitar l'ocupació indeguda. Aquesta política ha fet que siguin populars altres dominis com ara .com.ua, .org.ua, .in.ua

## Dates significatives
- 1 de desembre de 1992 - Entra a la zona arrel
- 13 d'abril de 2012 - S'hi habilita DNSSEC a la zona arrel

## Dominis de segon nivell
- com.ua - de pagament, organitzacions comercials, un dels més populars.
- edu.ua - gratuït, només disponible per organitzacions educatives demostrables.
- gov.ua - gratuït, només disponible per organitzacions governamentals.
- net.ua- de pagament, proveïdors de xarxa
- in.ua - de pagament, dominis per a particulars
- at.ua - de pagament, dominis per a particulars
- pp.ua - gratuït, dominis per a particulars
- org.ua - gratuït, altres organitzacions (no comercials), particulars

## Dominis geogràfics
Juntament amb el registre dels noms curts, es poden registrar opcionalment uns de llargs, tot i que són menys populars. Alguns dels dominis locals que són permesos només per organitzacions locals són:
- cherkassy.ua (ck.ua) - Óblast de Txerkassi
- chernigov.ua (cn.ua) - Província de Txerníhiv
- chernovtsy.ua (cv.ua) - Óblast de Txernivtsí
- crimea.ua - Crimea
- dnepropetrovsk.ua (dp.ua) - Província de Dnipropetrovsk
- donetsk.ua (dn.ua) - Óblast de Donetsk
- ivano-frankivsk.ua (if.ua) - Óblast d'Ivano-Frankivsk
- kharkov.ua (kh.ua) - Óblast de Khàrkiv
- kherson.ua (ks.ua) - Óblast de Kherson
- khmelnitskiy.ua (km.ua) - Província de Khmelnitski
- kiev.ua - Kíev
- kirovograd.ua (kr.ua) - Província de Kirovohrad
- lugansk.ua (lg.ua) - Óblast de Luhansk
- lutsk.ua (lt.ua) - Lutsk
- lviv.ua - Província de Lviv
- nikolaev.ua (mk.ua) - Província de Mikolaiv
- odessa.ua (od.ua) - Óblast d'Odessa
- poltava.ua (pl.ua) - Província de Poltava
- rovno.ua (rv.ua) - Província de Rivne
- sebastopol.ua - Sebastòpol
- yalta.ua - Ialta
- sumy.ua - Província de Sumi
- ternopil.ua (te.ua) - Província de Ternopil
- uzhgorod.ua (uz.ua) - Úzhgorod
- vinnica.ua (vn.ua) - Província de Vínnytsia
- zaporizhzhe.ua (zp.ua) - Província de Zaporíjia
- zhitomir.ua (zt.ua) - Província de Zhytomyr